# Lijst van voetbalinterlands Armenië - Portugal
Deze lijst van voetbalinterlands is een overzicht van alle officiële voetbalwedstrijden tussen de nationale teams van Armenië en Portugal. De landen speelden tot op heden zes keer tegen elkaar. De eerste ontmoeting, een kwalificatiewedstrijd voor het Wereldkampioenschap voetbal 1998, werd gespeeld in Jerevan op 31 augustus 1996. Het laatste duel, een kwalificatiewedstrijd voor het Europees kampioenschap voetbal 2016, vond plaats op 13 juni 2015 in de Armeense hoofdstad.

## Wedstrijden
| № | Plaats  | Datum            | Competitie           | Wedstrijd          | Uitslag |
| - | ------- | ---------------- | -------------------- | ------------------ | ------- |
| 1 | Jerevan | 31 augustus 1996 | WK 1998 kwalificatie | Armenië − Portugal | 0 − 0   |
| 2 | Setúbal | 20 augustus 1997 | WK 1998 kwalificatie | Portugal – Armenië | 3 – 1   |
| 3 | Jerevan | 22 augustus 2007 | EK 2008 kwalificatie | Armenië − Portugal | 1 − 1   |
| 4 | Leiria  | 17 november 2007 | EK 2008 kwalificatie | Portugal − Armenië | 1 − 0   |
| 5 | Faro    | 14 november 2014 | EK 2016 kwalificatie | Portugal − Armenië | 1 − 0   |
| 6 | Jerevan | 13 juni 2015     | EK 2016 kwalificatie | Armenië − Portugal | 2 − 3   |
| 7 | Jerevan | 6 september 2025 | WK 2026 kwalificatie | Armenië − Portugal |         |
| 8 |         | 18 november 2025 | WK 2026 kwalificatie | Portugal − Armenië |         |

## Samenvatting
| Competitie      | Totaal gespeeld | Winst Armenië | Gelijk | Winst Portugal | Doelsaldo Armenië – Portugal |
| --------------- | --------------- | ------------- | ------ | -------------- | ---------------------------- |
| WK-kwalificatie | 2               | 0             | 1      | 1              | 1 − 3                        |
| EK-kwalificatie | 4               | 0             | 1      | 3              | 3 − 6                        |
| Totaal          | 6               | 0             | 2      | 4              | 4 − 9                        |

Wedstrijden bepaald door strafschoppen worden, in lijn met de FIFA, als een gelijkspel gerekend.

## Details

### Eerste ontmoeting
| WK 1998 kwalificatie (scheidsrechter Karol Ihring, Jerevan, 31 augustus 1996):                             |       |          |
| Armenië | 0 – 0 | Portugal |
| | goals |          |
| - Debuut van Michel Der Zakarian (Montpellier HSC) en Roman Berezovsky (Zenit St-Petersburg) voor Armenië. |       |          |

### Derde ontmoeting
| EK 2008 kwalificatie (scheidsrechter Claus Bo Larsen, Jerevan, 22 augustus 2007): |       |                       |
| Armenië                                                                           | 1 – 1 | Portugal              |
| Robert Arzumanyan 11'                                                             | goals | 36' Cristiano Ronaldo |
| - Debuut van Gevorg Ghazaryan (Banants FC) voor Armenië.                          |       |                       |

### Vierde ontmoeting
| EK 2008 kwalificatie (scheidsrechter Mike Riley, Leiria, 17 november 2007): |       |         |
| Portugal                                                                    | 1 – 0 | Armenië |
| Hugo Almeida 42'                                                            | goals |         |

### Vijfde ontmoeting
| EK 2016 kwalificatie (scheidsrechter Anastasios Sidiropoulos, Loulé, 14 november 2014):                                                               |              | |
| Portugal | 1 – 0        | Armenië |
| Cristiano Ronaldo 72' | goals        | |
| Fernando Santos | bondscoach   | Bernard Challandes |
| Rui Patrício Ricardo Carvalho Pepe José Bosingwa Raphaël Guerreiro Tiago Mendes Nani 88' Danny 70' João Moutinho Cristiano Ronaldo Hélder Postiga 56' | opstellingen | Roman Berezovsky Robert Arzumanyan Varazdat Haroyan 77' Arthur Yedigaryan 62' Gevorg Ghazaryan Henrich Mchitarjan 84' Karlen Mkrtchyan Kamo Hovhannisyan Levon Hayrapetyan Taron Voskanyan Joera Movsisjan |
| Éder 56' Ricardo Quaresma 70' William Carvalho 88' | wissels      | 62' Edgar Manucharian 77' Artur Sarkisov 84' Marcos Pizzelli |
| Ricardo Carvalho 14' Tiago Mendes 36' Pepe 42' Danny 69' William Carvalho 90+1'                                                                       | gele kaarten | 34' Arthur Yedigaryan 90+4' Robert Arzumanyan |
| - Debuut van Raphaël Guerreiro (FC Lorient) voor Portugal.                                                                                            |              | |